# Pfarrkirche Tschagguns

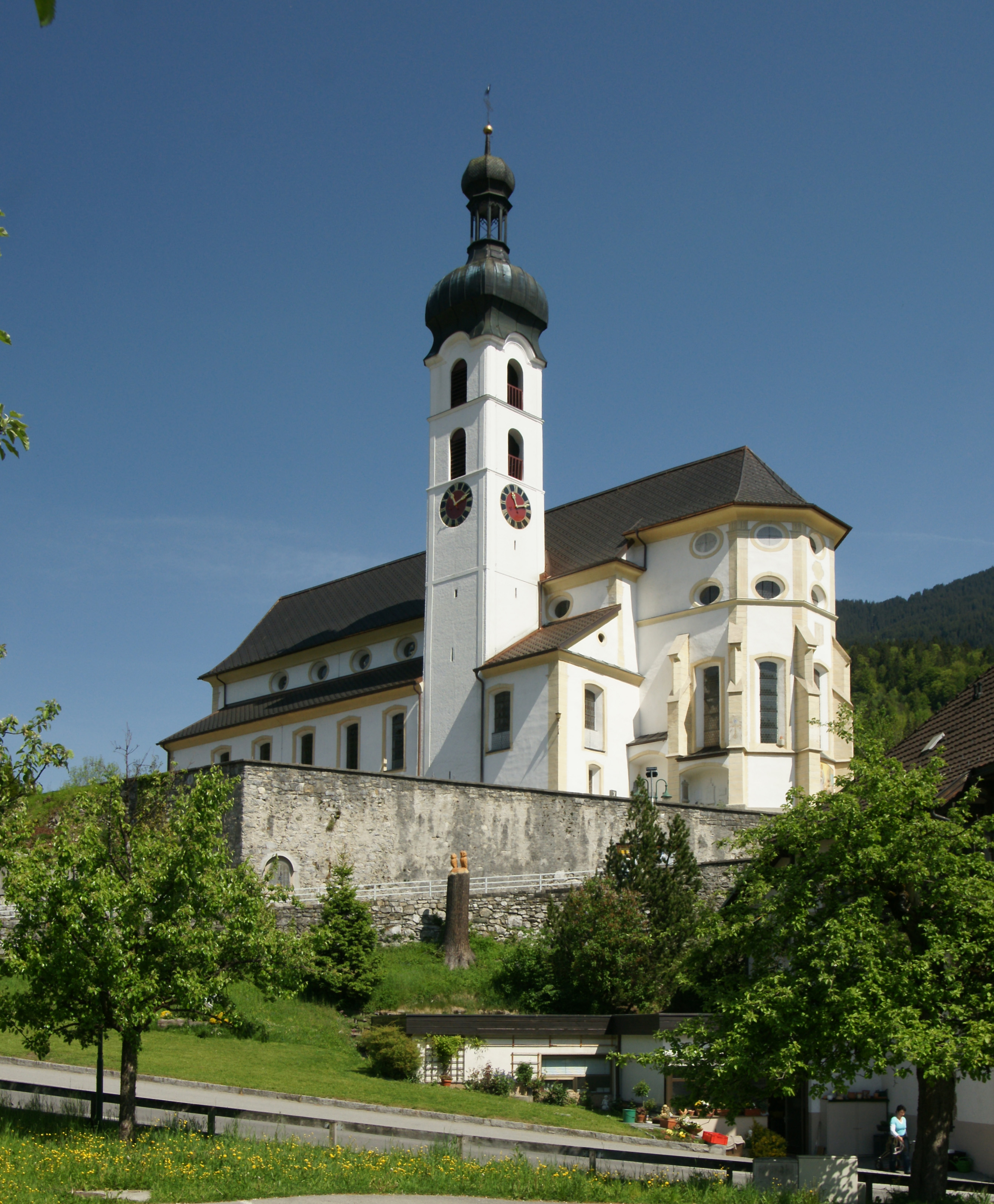
Unsere Liebe Frau Mariä Geburt

Die Pfarr- und Wallfahrtskirche Mariä Geburt ist eine römisch-katholische Kirche in Tschagguns im Montafon. Sie ist von einem Friedhof umgeben.

## Lage
Die Kirche steht frei bald hinter der Brücke über die Ill auf dem Kirchenstein Kilkaste genannten Geländevorsprung am Eingang des Ortes. Wie auch die Sonne im Laufe des Tages steht, das Licht fällt von außen unverstellt frei durch viele Fenster in den Kirchenraum, welcher hell und lichtdurchflutet überrascht.

## Kirche
Das mächtige barocke Langhaus mit gotischen Chor unter gemeinsamen Satteldach wurde später mit niedriger angesetzten Seitenschiffen ergänzt. Das südliche Seitenschiff wurde 1752 errichtet. Der 43 m hohe Kirchturm wurde im Jahre 1783 unter dem Baumeister Siegele umgebaut und mit einer Zwiebelhaube mit Laterne versehen. Eine großräumige Erweiterung mit Neuerrichtung des nördlichen Seitenschiffes, einer Erhöhung des Chores und Verlängerung aller Schiffe geschah unter Johann Nepomuk Bitschnau von 1812 bis 1814 und wurde im Jahre 1820 neu geweiht.
Außen am Chor ist ein Kriegerdenkmal mit einem Fresko Toter Soldat von Hans Bertle aus dem Jahre 1929.
Im Inneren sind die Fresken Das Brandopfer, Moses vor dem brennenden Dornbusch, Weihe des Tempels durch König Salomon, Auserwählung des Saul zum ersten König Israels und dessen Salbung durch den Propheten Samuel wie auch die Kreuzwegstationen mit Stuckumrahmung von Michael Anton Fuetscher aus 1814 und wurden im Jahre 1956 von Hannes Bertle restauriert.
Der Hochaltar im Chor mit einem Oberbild Hl. Ulrich von Franz Bertle erscheint entfernt. Dort ist jetzt eine Taufkapelle mit einem Taufstein von Josef Vonier aus 1770. Davor ist ein Vollholzvolksaltar in Form eines Tisches mit vier gedrechselten säulenartigen Beinen. Die ehemalige Kanzel an der Wand von Josef Vonier aus 1777 ist nun auf dem Fußboden situiert und dient auch als Ambo.
Es gibt ein Gemälde Christus mit Soldaten. 1914–1918. gestiftet von Arnold Durig in Erinnerung an seine Leitung eines großen Kriegslazaretts mit damals eigener Barackenkirche in Wien.

## Orgel

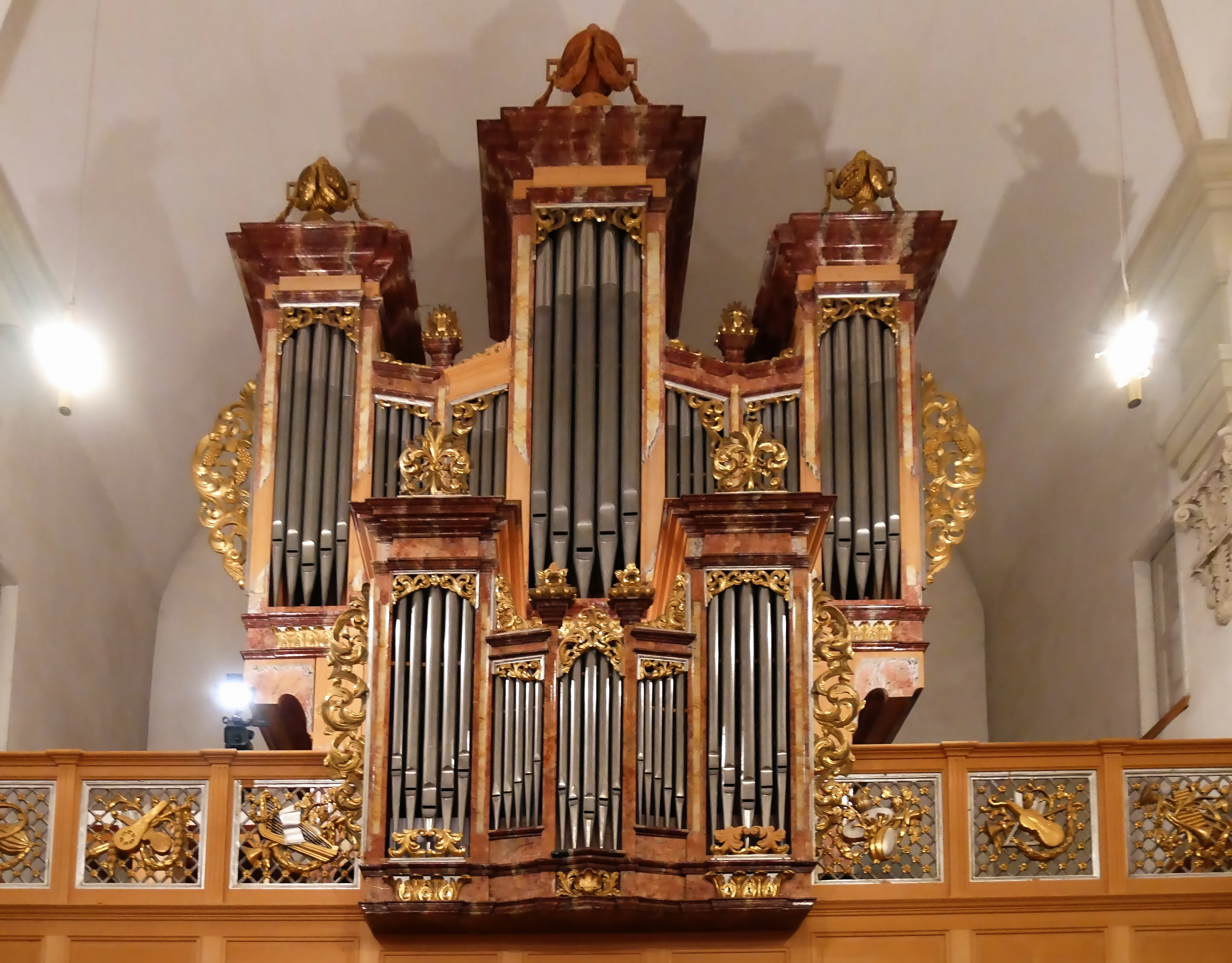
Bergöntzle-Orgel

Die Hauptorgel auf der Empore wurde 1816 vom Elsässer Joseph Bergöntzle im elsässisch-französischen Stil erbaut. Sie besitzt 3 Manuale, Pedal und insgesamt 38 Register. Etliche Register von Bergöntzle sind vollständig erhalten, weitere teilweise, einige mussten unter Orientierung an erhaltenen, historischen, elsässischen Orgeln komplett nachgebaut werden. Die Tasten des III. Manuals sind erst ab c belegt. Während einer wechselvollen Geschichte, häufig zum Nachteil der Orgel (unter anderem Aufstellen auf einer später eingezogenen, zweiten, höhergelegenen Empore, was mit einem Stutzen der Gehäusehöhe verbunden war, Höherstimmen = Abschneiden der Pfeifen, sowie Ersatz der mechanischen Trakturen Bergöntzles durch pneumatische Anfang des 20. Jh.) verschlechterte sich ihr Zustand. Nachdem auch noch der mürbe Blasebalg kollabiert war, wurde sie 1994 durch die Schweizer Orgelbauer Georges Lhôte und Ferdinand Stemmer umfassend auf die Anlage von 1816 rückrestauriert. Dabei wurden unter anderem dem Gehäuse und den Prospektpfeifen wieder die ursprüngliche Höhe zurückgegeben, was man an den angelöteten Verlängerungen der Resonanzkörper dieser Pfeifen sehen kann. Die gesamte mechanische Spielanlage, die mit der Pneumatisierung verlorengegangen war, musste neu gebaut werden. Neben dem Elektrogebläse kann die Orgel immer noch mit einem durch Menschenkraft angetriebenen Blasebalg mit Wind gespeist werden. Des Weiteren besitzt die Kirche eine in Rumänien unter Leitung von Stemmer angefertigte Truhenorgel von 2011, eine noch mit Bälgen betreibbare Steirische Hausorgel und ein Portativ.